# Тони Абът
Антъни Джон Абът (на английски: Anthony John Abbott) е австралийски политик от Либералната партия на Австралия.

## Биография
Той е роден на 4 ноември 1957 година в Лондон в семейството на австралийка и англичанин, живял дълго време в Австралия. Те се преместват в района на Сидни през 1960 година и бащата има успешна кариера като ортодонтист. Тони Абът получава бакалавърска степен по икономика и право в Университета на Сидни и магистърска степен в Оксфордския университет. През 1994 година за пръв път е избран за депутат, а през 1998 година – за министър.
Тони Абът е министър-председател на Австралия от 18 септември 2013 година до 15 септември 2015 година